# Zhi-Vago
Zhi-Vago est un groupe de musique allemand de dream trance ayant existé de 1996 à 2002.

## Biographie
Les producteurs de Zhi-Vago sont Claudio Mangione et Gottfried Engels (également producteurs du projet Bellini).
Leur premier titre est Celebrate (The Love), chanté par Joan Wilson. Ce titre s'inspire de La serenissima de Rondo Veneziano. Il sera suivi de Dreamer, chanté par Eliz Yavuz.
Le single suivant sera With or Without You, une reprise du titre de U2, qui sera a priori interdite par les manageurs de ces derniers, car ils ne veulent pas d'une version Dance de ce titre.[réf. nécessaire]
Suivra le titre Teardrops From Heaven chanté par Simone.
En 2000 sort le titre On My Mind, chanté par Cindy Gabriel, a priori uniquement en CD promo avec une version radio.
En 2002, Zhi-Vago sort des remixes de Celebrate The Love, incluant des versions de Toby Lee Connor et DJ Garry, dont cette dernière connaitra un succès en Russie.
La même année, le groupe est dissout.

## Discographie

### Singles
- Celebrate (The Love) (1996)
- Dreamer (1996)
- With or Without You (1997)
- Teardrops From Heaven (1997)
- On My Mind (2000)
- Celebrate The Love 2002 (2002)